# Anna Maria Schwegelin
Anna Maria Schwegelin, (talvolta scritto Schwägelin o Schwägele) (Lachen, 23 gennaio 1729 – Kempten, 7 febbraio 1781), è stata una donna tedesca, ultima persona condannata per stregoneria in Germania (all'epoca Sacro Romano Impero).

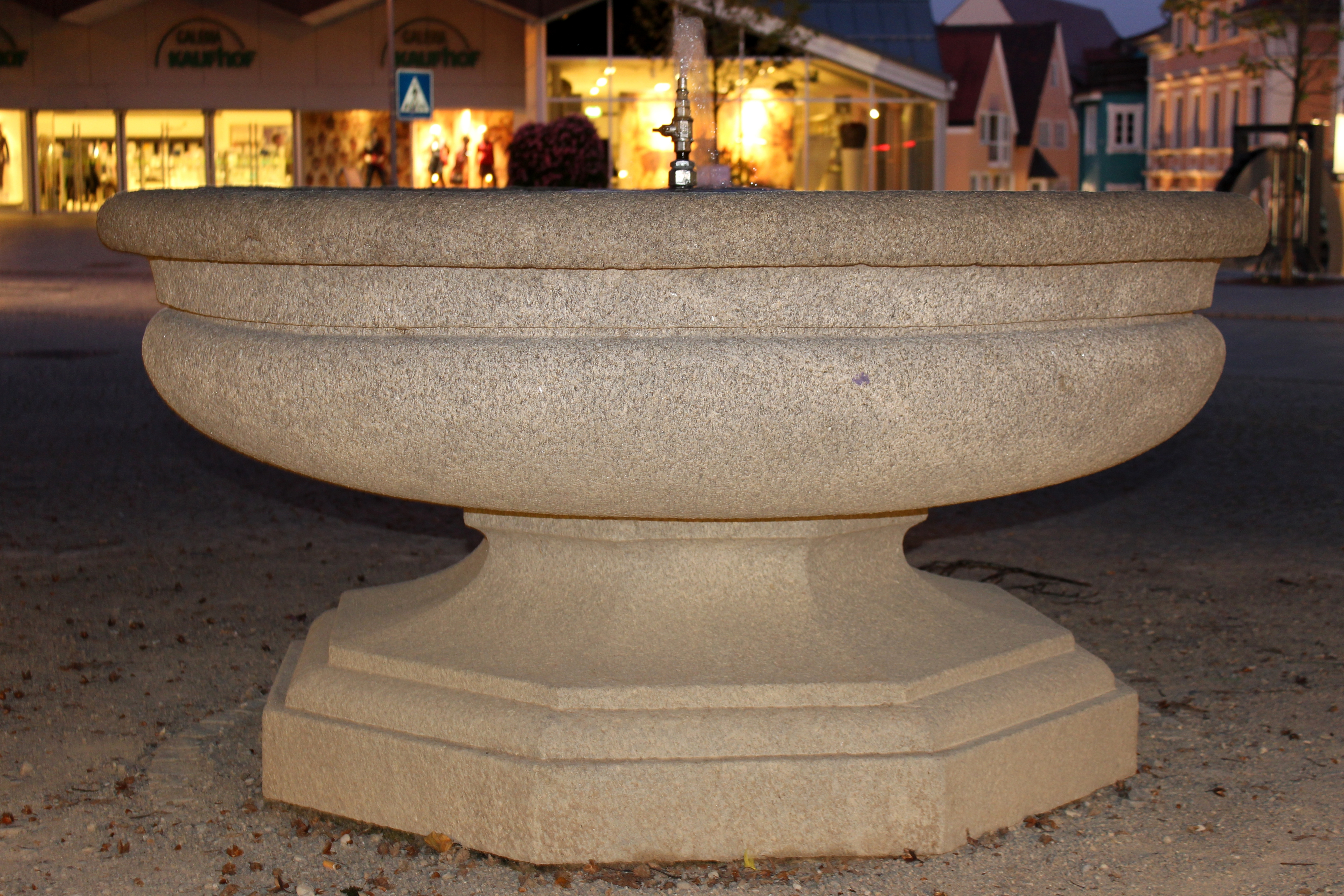
La fontana dedicata a Schwegelin nella cittadina di Kempten

Anna Maria Schwegelin nacque il 23 gennaio 1729 nel villaggio di Lachen, nel distretto della Svevia in Baviera. Suo padre Johannes proveniva da Altusried, vicino a Kempten, mentre sua madre Anna Plenckhin era originaria di Wolfertschwenden. La famiglia apparteneva ad una delle classi sociali più basse, i cosiddetti huber, contadini che non possedevano terreni e che quindi dovevano lavorare come braccianti o lavoratori giornalieri.
Dopo la morte dei genitori Schwegelin iniziò a lavorare come domestica in varie località della zona. Povera e senza dote, era certa che nessuno avrebbe voluto sposarla, finché ad un certo punto (all'età di 21 anni secondo alcune fonti, di 34 anni secondo altre) il cocchiere della famiglia presso cui lavorava a Memmingerberg le promise di sposarla a patto che la donna avesse rinunciato alla propria religione cattolica e si fosse convertita alla fede protestante. I matrimoni tra appartenenti alle due fedi diverse infatti non erano accettati dalla società.
Schwegelin accettò e rinnegò la propria fede, ma a quel punto il cocchiere ruppe il fidanzamento e sposò un'altra. Anna Maria si ritrovò da sola e tormentata dai sensi di colpa per avere tradito Dio. Si convinse di essere stata sedotta dal diavolo e che la malattia che sviluppò alle gambe e che le impediva di continuare a lavorare, era una punizione per i suoi peccati.

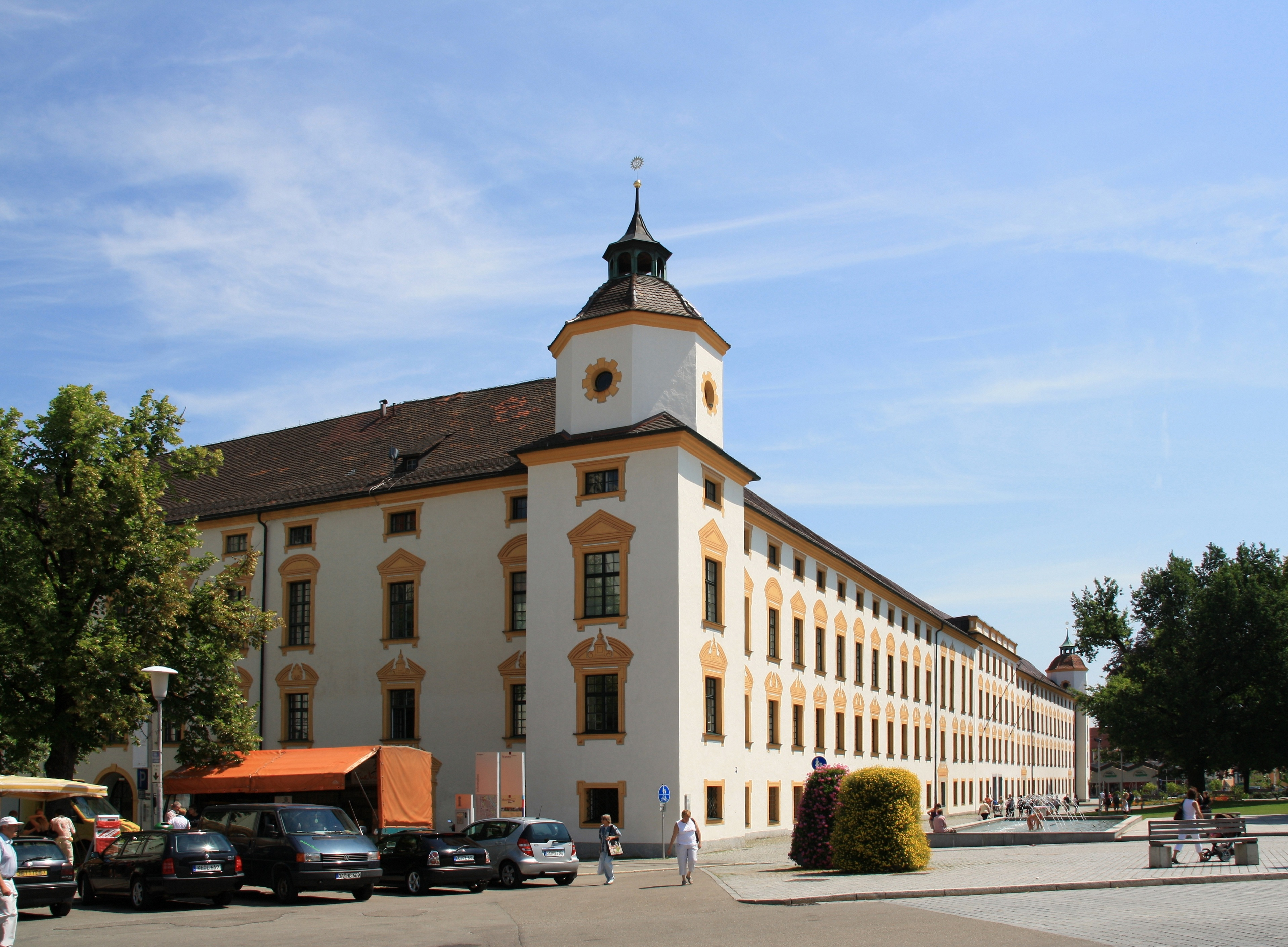
L'ex abbazia di Kempten

Nel 1769 venne ricoverata nel lebbrosario di Obergünzburg, e in seguito ospitata in un ospizio a Langenegg, vicino a Kempten. Il periodo a Langenegg fu molto duro per Schwegelin che, spesso confusa, non sempre riusciva a completare i lavori che le venivano assegnati e veniva picchiata e privata del cibo dalla sua compagna di stanza. Una serie di strani incidenti e il suo comportamento incoerente la faceva sembrare posseduta dal diavolo. 
Nel febbraio 1775 Schwegelin si denunciò come strega all'abbazia di Kempten e venne trasferita nella Stockhaus, la prigione della città. Durante gli interrogatori che si tennero tra il 6 e il 21 marzo dello stesso anno confessò di avere fatto un patto con il diavolo, che le appariva in sogno, e di avere anche avuto un rapporto intimo con esso, ma di non avere mai commesso magie per fare del male. Il 30 marzo il giudice distrettuale la giudicò colpevole di stregoneria e alleanza con il demonio e la condannò a morte. La sentenza capitale venne confermata da Honorius Roth von Schreckenstein, principe-abate di Kempten, e il verdetto venne annunciato il 7 aprile, con l'esecuzione fissata per il successivo 11 aprile.
Per molto tempo si è creduto che la sentenza di morte di Schwegelin fosse stata eseguita, rendendo la donna l'ultima persona giustiziata per stregoneria nel Sacro Romano Impero. 

Nel 1995 lo storico di Kempten Wolfgang Petz riuscì però a rintracciare i documenti originali del processo e un ritratto di un sacerdote francescano, confessore del principe-abate di Kempten, con una nota che spiegava che aveva fatto in modo che Schwegelin non fosse giustiziata ma condannata all'ergastolo. Nel registro dei decessi della parrocchia Petz trovò inoltre la morte di Anna Maria Schwegelin registrata al 7 febbraio 1781 mentre si trovava in custodia nella prigione di Kempten, sei anni dopo il processo, a conferma che la sentenza non venne eseguita. Schwegelin continua però ad essere l'ultima donna condannata per stregoneria nel Sacro Romano Impero.
A partire dal 1985 un gruppo di donne di Kempten si è battuto affinché Anna Maria Schwegelin fosse ricordata come ultima vittima della caccia alle streghe. Nel 2002 nella città è stata installata una fontana dedicata a lei, e nel 2018 vicino alla fontana è stata posta una targa che ricorda la vita di Schwegelin e il suo processo e in generale gli episodi di caccia alle streghe nella regione.